# آلومینیت
آلومینیت (به انگلیسی: Aluminite) با فرمول شیمیایی Al2SO4(OH)4·7(H2O) از مجموعه کانی هاست و بریده می‌شود (چون نرم است)، به زبان می‌چسبد. دارای لومینسانس اغلب سفید. در اثر حرارت آب خود را آزاد می‌کند. در اسید کلریدریک حل و با آب مقطر شسته و تمیز می‌شود. کانی مشابه آن آلونژن است که در آب محلول است. از ترکیب شیمیایی آن گرفته شده‌است. در اثر حرارت آب خود را آزاد می‌کند. در اسید کلریدریک حل و با آب مقطر شسته و تمیز می‌شود. Al2O3:29.6% SO3:23.3% H2O:۴۷٫۱٪ برای اولین بار در آلمان شرقی کشف شد و از نظر شکل بلور: بلورهای سوزنی کوچک، رنگ: سفید، شفافیت: نیمه شفاف، شکستگی: خاکی، جلا: مات، رخ: کامل - مطابق باسطح، سیستم تبلور: مونوکلینیک و در رده‌بندی سولفات است و منشأ تشکیل آن ثانوی است.
همایند کانی‌شناسی (پارانژ) آن آلونژن- آلونژن- کائولینیت- اپسونیت است.
، از نظر ژیزمان دارای برجستگی‌های خوشه مانند تقریباً کمیاب است و بیشتر در انگلستان، پاکستان و آلمان یافت می‌شود.